# Oksazol
Oksazol – heterocykliczny, organiczny związek chemiczny zbudowany z trzech atomów węgla, trzech atomów wodoru oraz jednego atomu tlenu i jednego atomu azotu. Jego w pełni nasyconym analogiem jest oksazolidyna. Pierścień oksazolowy występuje w niektórych alkaloidach np. w kwasie ibotenowym.